# Blakea herrerae
Blakea herrerae är en tvåhjärtbladig växtart som beskrevs av Frank Almeda. Blakea herrerae ingår i släktet Blakea och familjen Melastomataceae. Inga underarter finns listade i Catalogue of Life.